# Subortichthys triassicus
Subortichthys triassicus è un pesce osseo estinto, appartenente agli ionoscopiformi. Visse nel Triassico medio (Anisico, circa 244 milioni di anni fa) e i suoi resti fossili sono stati ritrovati in Cina.

## Descrizione
Questo pesce era di piccole dimensioni e non raggiungeva i 10 centimetri di lunghezza. Possedeva un corpo fusiforme, un muso dalla punta smussata e una pinna caudale moderatamente biforcuta. La pinna dorsale si inseriva leggermente dietro all'origine delle pinne pelviche. La pinna anale era posta nel quarto posteriore del corpo. 
Come tutti gli ionoscopiformi, Subortichthys era dotato di un simplettico articolato con la mandibola e di una mascella dal margine posteriore dentellato. Subortichthys si distingue dagli altri ionoscopiformi per una combinazione unica di caratteristiche, come la presenza di tre o quattro paia di extrascapolari e di un terzo infraorbitale molto espanso che contatta posteriormente il preopercolo.

## Classificazione
Subortichthys è un rappresentante arcaico degli ionoscopiformi, un gruppo di pesci alecomorfi tipici del Mesozoico; è uno dei più antichi membri del gruppo. Analisi filogenetiche indicano che Subortichthys era un membro basale degli ionoscopiformi perché porta un canale sensoriale nella mascella (una sinapomorfia degli ionoscopiformi), ma manca di caratteristiche derivate di altri membri più derivati. 
Subortichthys triassicus venne descritto per la prima volta nel 2017, sulla base di resti fossili ritrovati nella zona di Luoping, nella provincia di Yunnan in Cina. La scoperta di Subortichthys ha rivelato che la prima diversificazione degli ionoscopiformi è avvenuta nella Cina meridionale (allora una parte dell'Oceano Paleotetide orientale) nel corso dell'inizio del Triassico medio (Anisico).